# De Soto (Missouri)
Pour les articles homonymes, voir De Soto.
De Soto est une ville du Missouri, dans le Comté de Jefferson aux États-Unis.
Elle tire son nom de l'explorateur espagnol Hernan de Soto (1500 - 21 mai 1542) qui, parti de Mobile, explora la Floride, la Géorgie, l'Alabama et le Missouri entre 1540 et 1542.

## Personnalité liées à la ville
- Juanita Hamel (1891-1939), illustratrice américaine.